# Fort Nahargarh
Le fort Nahargarh est situé sur la partie des monts Aravalli, qui domine la ville rose de Jaipur dans l'état indien du Rajasthan. La vue sur la ville depuis le fort est spectaculaire.
Le Nahargarh forme avec les forts d'Amber et de Jaigarh un arc de défense de la ville.
Le fort a été à l'origine nommé Sudarshangarh, mais il est resté connu comme Nahargarh, qui signifie "le domicile des tigres". Selon la croyance populaire Nahar viendrait de Nahar Singh Bhomia, un esprit qui aurait hanté le lieu et entravé la construction du fort. L'esprit de Nahar n'aurait été pacifié qu'en lui construisant un temple dédié dans l'enceinte du fort. C'est ce nom qui est resté.
La construction a débuté en 1734 sous le mahârâdja Jai Singh II, le fondateur de Jaipur. Le fort a été prévu pour être un refuge au sommet de l'arête qui domine la ville. Les murs d'enceinte se sont ensuite étendus sur les collines environnantes, formant des fortifications qui ont relié les trois forts.

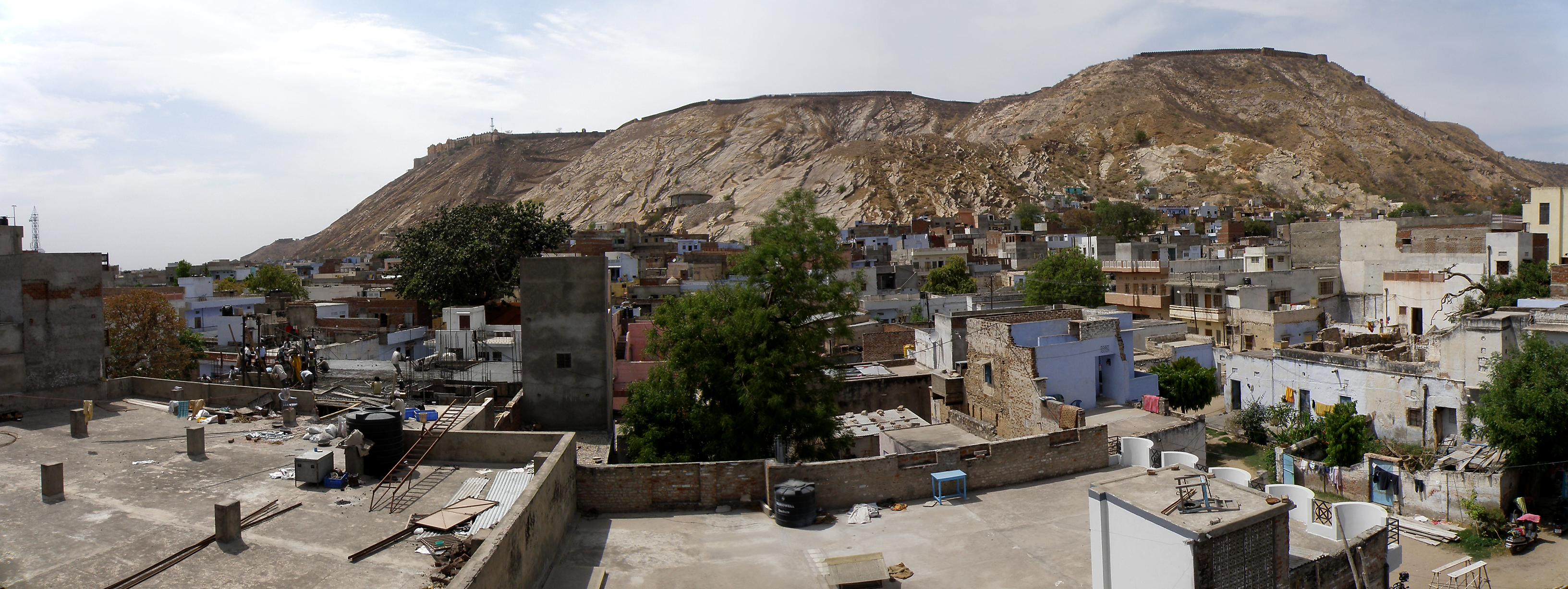
Le fort vu depuis les toits de Jaipur.

Quoique le fort n'ait jamais été attaqué pendant le cours de son histoire, il a été le siège de quelques événements historiques, notamment la signature de traités avec les forces de l'Empire marathe en guerre contre Jaipur au XVIIIe siècle. 
Pendant la Révolte des cipayes de 1857, les Européens de la région, y compris la femme du résident britannique, ont été déplacés vers le fort Nahargarh par le mahârâdja de Jaipur Ram Singh II, pour leur protection.
Le fort a été étendu en 1868 sous le règne de Ram Singh II. De 1883 à 1892, une série de palais a été construite à Nahargarh par son fils et successeur Madho Singh II. Le palais de Madhavendra, comportait des appartements pour les maharani de Jaipur et pour le roi lui-même. Les pièces sont reliées par des couloirs ornés de fresques délicates. Nahargarh était aussi une résidence de chasse des mahârâdjas.

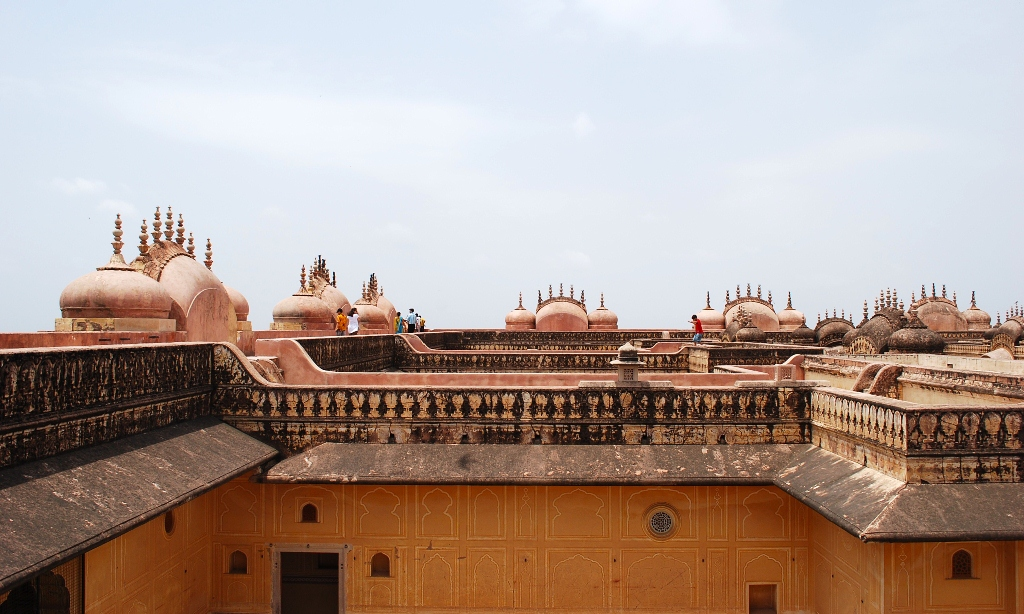
Toits en terrasse
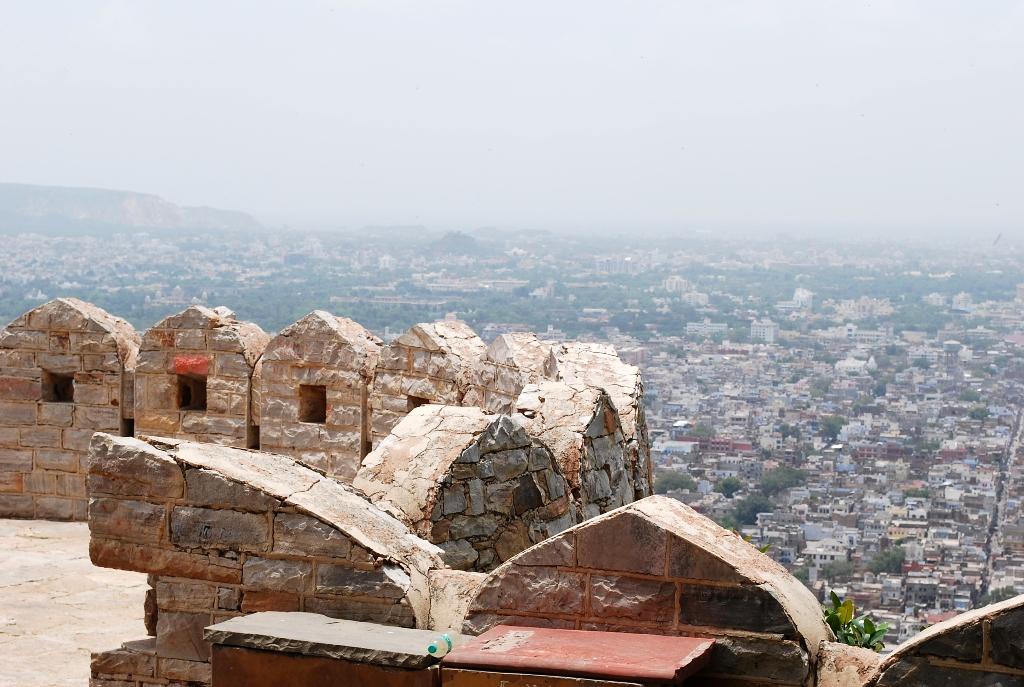
Créneaux des remparts
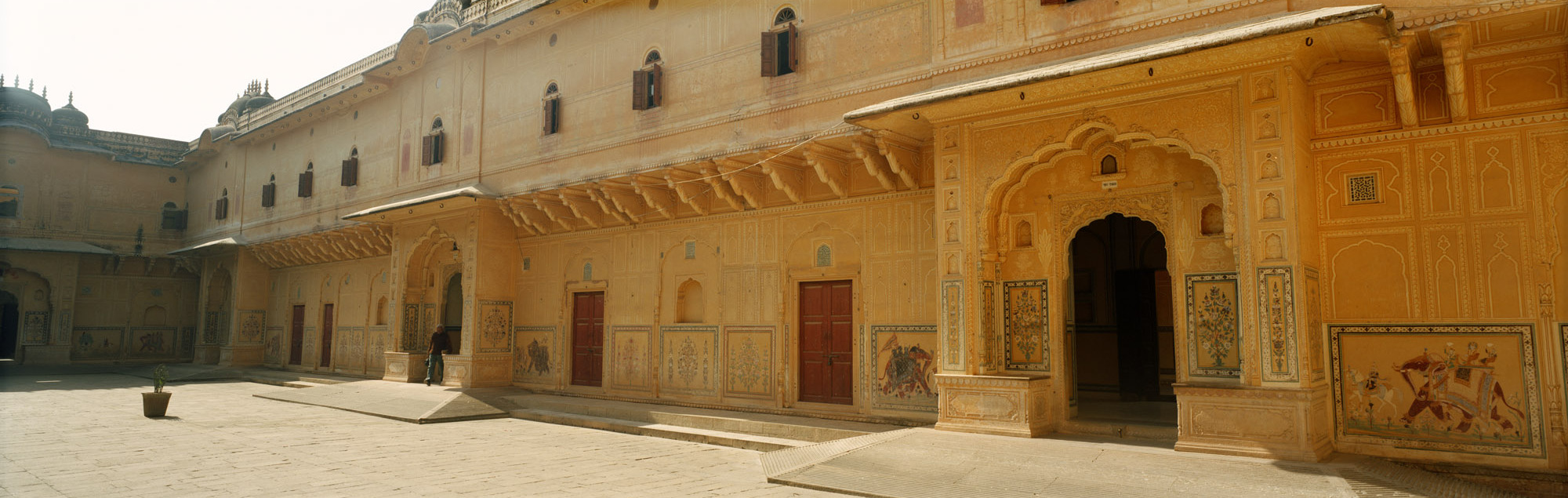
Façade principale du palais

Jusqu'en avril 1944, le gouvernement de Jaipur diffusait l'heure officielle calculée à l'observatoire de Yantra Mandir, par un coup de feu tiré depuis le fort Nahargarh.
Quelques scènes de films bollywoodiens tels que Rang De Basanti (La Couleur du sacrifice) ou Shuddh Desi Kella ont été tournées au fort Nahargarh.